# Émilie Guillaumot-Adan
Pour les articles homonymes, voir Guillaumot.
Émilie Guillaumot-Adan, née le 11 octobre 1855 à Paris où elle est morte le 13 décembre 1929, est une peintre française.

## Biographie
Émilie Adan est la fille d'Eugène Xavier Adan, peintre décorateur, et de Marie Louise Léontine Grenier.
Élève de son père, de Félix Barrias, de Jules Lefebvre et de Tony Robert-Fleury, c'est une peintre de genre et de portraits mondains, et une pastelliste. Elle expose de 1883 à 1921.
Le pastel est alors une technique considérée par la critique comme plus accessible que l’huile, mais à propos de son portrait Au soleil (1917), on dira plus tard d'elle que « dans le sillage de célèbres peintres mondains comme Jacques-Émile Blanche et Paul César Helleu, Émilie Guillaumot-Adan expose principalement des portraits. Ce charmant pastel (…) à la fraicheur remarquable est une variation libre du portrait mondain. L'artiste privilégie, sur fond de verdure, l'intimité et l'introspection du modèle aux yeux mi-clos aux dépens des fonctions traditionnelles d'apparat et de prestige de la représentation ».
Elle est domiciliée en 1898 au 41 rue des Martyrs, en 1912-1920 au 80 avenue de Villiers (17e).

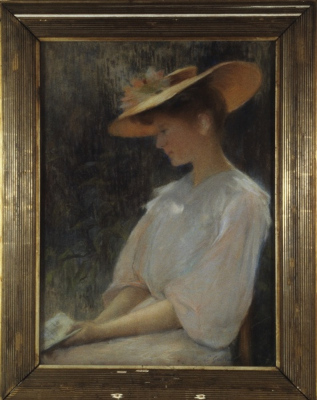
Premiers rêves, pastel, salon de l'Union des femmes peintres et sculpteurs 1906, collection CNAP, dépôt en mairie de Montigny-le-Roi.

Elle expose au Salon à partir de 1883 où elle obtient en 1903 (Portrait de Mme C… et L'Intimité) une mention honorable, puis en 1908 une médaille de troisième classe. En 1911, elle y expose Le porte-bannière (pastel), en 1920 Portrait de M G… (pastel).
En 1885, elle épouse Georges Christophe Adrien Alfred Guillaumot.
Elle est à la Société des amis des arts de Seine-et-Oise en 1886 (Portrait de M.A.G., Tête d'étude et Orientale, aquarelle), 1896 (deux portraits, pastels), 1898 (Gisèle, aquarelle), 1900 (Retour des champs, aquarelle).
De 1900 à 1902, elle expose avec Les XII à la Bodinière, groupe de douze artistes femmes de différentes nationalités, tentative audacieuse pour l'époque, à trois reprises au théâtre de la Bodinière à Paris,.

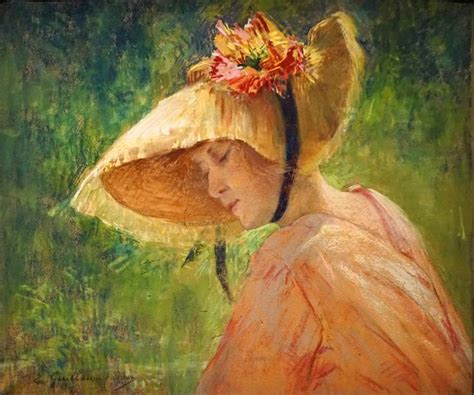
Au soleil, pastel, salon de l'Union des femmes peintres et sculpteurs 1917, achat par l'État.

Très impliquée à l'Union des femmes peintres et sculpteurs où elle expose dès 1894 au moins (portraits), elle est élue une première fois (pour trois ans) membre du comité en 1895, y expose six pastels (dont Énigme) en 1899, en 1900, est réélue membre du comité en 1901, est membre du jury cette même année, expose à nouveau en 1901 un Portrait de M.A.G., en 1902 Heure de rêve (aquarelle), obtient le 2e prix de l'Union en 1903, expose Portrait de M.G.G. en 1905, Au soleil (pastel) en 1907 (une « blonde rêveuse ») et obtient le 1er prix en 1908 . En 1909, réélue secrétaire de l'Union, elle envoie L'enfant à l'escargot (aquarelle), en 1912 Douleur et mélancolie. Elle est toujours membre du bureau en 1913 mais démissionne de la vice-présidence en 1917. En 1916, elle accroche à l'Union Marocain blessé, en 1917 Au soleil (pastel, achat par l'État), en 1918 un portrait, en 1919, en 1921 Coin de jardin.
En 1905, elle est nommée officier de l'Instruction publique.
Elle s'implique en faveur des peintres combattants pendant le premier conflit mondial.
Elle meurt en 1929 à l'âge de 74 ans à son domicile de la rue des Martyrs. Elle est inhumée au cimetière du Père-Lachaise.

## Exposition rétrospective
- 2017 : Exposition L'art du pastel de Degas à Redon au Petit Palais avec Au soleil (pastel).